# 截平茶竿竹
截平茶竿竹（学名：Pseudosasa truncatula）为禾本科茶秆竹属下的一个种。